# Škoda (fabrika)
Škoda Plzenj, zvanično Škoda Holding a. s. je češka mašinska kompanija sa dugom tradicijom, danas sa sedištem Pragu (ranije u Plzenju).
Zanimljivo je da je fabrika Škoda isporučila i deo cevovoda za elektranu na Nijagarinim vodopadima, kao i delove za Suecki kanal, delove za pivare u celoj Evropi i sl. Škoda je danas jedna od malobrojnih firmi u svetu, koja proizvodi turbine. Takođe proizvode i vozove za metro.

## Istorija preduzeća
Istorija firme Škoda je počela 1859, kada je baron Valdštejn osnovao u Plzenju ispostavu svoje livnice i mašinske fabrike. 1869. fabriku je otkupio njen glavni inžinjer (od 1866) Emil Škoda, čije ime je fabrika kasnije ponela - Škodina fabrika (cs:Škodovy závody). 1899. firma je transformisana u akcionarsko društvo i orijentisala se na proizvodnju oružja. Zanimljivo je da je 1911. u Škodinoj fabrici kraće vreme radio i Tito.
Nakon nastanka Čehoslovačke 1918. godine, firma se delimično preorijentisala na proizvodnju civilnog programa lokomotiva, automobila (vidi Škoda Auto), aviona, brodova itd. Godine 1923. je registrovan danas čuveni logo fabrike Škoda: krilata strela u krugu.
Fabrika je 1939. godine u Srbiju isporučila materijal potreban za izgradnju dalekovoda Užice – Čajetina, za davanje električne energije svim mestima na ovoj trasi.
Za vreme Drugog svetskog rata fabrika je bila deo nacističke vojne proizvodnje i prilikom savezničkog bombardovanja u aprilu 1945. uništeno je preko 70% fabrike.
Posle rata fabrika je nacionalizovan i odvojeni su neki delovi, npr. fabrika automobila u Mladoj Boleslavi (današnja Škoda Auto), fabrika aviona u Pragu - Praga, fabrika kamiona u Liberecu - kasnije LIAZ itd. Preduzeće se orijentisalo uglavnom na teško mašinstvo, i to pre svega za tržišta istočnog bloka. Između 1951. i 1953. se čak zvala Fabrika V. I. Lenina, ali pošto je fabrika počela da gubi kupce, preduzeće se (pre svega za izvoz) vratilo nazivu Škoda.
Nakon plišane revolucije u ondašnjoj Čehoslovačkoj (1989) došlo je do privatizacije. 1992. je odlučeno da će se primeniti tzv. „češki put“ (tj. privatizacija bez stranog investitora). Međutim, ekspanzija fabrike koja je usledila (kupljene su fabrike automobila TATRA i LIAZ, izgrađena je fabrika za proizvodnju Al limenki, itd.) destabilizovala je fabriku, tako da je nakon sklapanja dogovora sa poveriocima (bankama) 1999. godine došlo do restrukturizacije. U aprilu 2000. osnovano je akcionarsko društvo Škoda Holding. Stoprocentni udeo u holdingu stekla je Appian Group 2003. godine, koja je otpočela dalje reforme, sa ciljem da se preduzeće usmeri u samo dva pravca – klasičnu energetiku i saobraćajno mašinstvo.

## Oružje koje je pravila Škoda
Škoda je prva proizvela trocevnu topovsku kupolu koja je ugrađena na ratni brod Viribus Unitis – bojni brod austrougarske mornarice. Tokom Drugog svetskog rata, Škoda je za naciste proizvodila tenkove LT-35, LT-38, koji su više poznati pod nemačkim imenima Pancer 35(t) i {{Pancer 38(t)}}.
Brdski topovi koje je Škoda proizvodila:
- Škoda 75  Model 15
- Škoda 75  Model 1928
- Škoda 75  Model 1936
- Škoda 75  Model 1939
- Škoda 100  Model 1916
- Škoda 100  Model 16/19
- Škoda 105 mm Model 1939
- Škoda 150 mm Model 1918

Ostala Škodina oružja:
- Škoda 37 mm Model 1934
- Škoda 37 mm A7
- Škoda K-serija 149 mm
  - Škoda 149 mm K1 / Model 1933
  - Škoda 149 mm K4 / Model 1937

## Spoljašnje veze
- Stranice preduzeća Архивирано на веб-сајту  (11. септембар 2010)
- Poštanska marka 1938 Čehoslovačka 50 h na kojoj je prikazana Škodina fabrika u Plzenju